# Círculo memorial a Quezon
El Círculo Memorial a Quezon es un parque nacional y santuario ubicado en la ciudad de Quezon, la antigua capital de las Filipinas (1948-1976). El parque es una elipse delimitada por una carretera elíptica. Su característica principal es un mausoleo con los restos de Manuel Luis Quezon y Molina, el segundo presidente de Filipinas, y su esposa, la primera dama Aurora Antonia Aragón Vd.ª de Quezon .
Después de la Segunda Guerra Mundial, el presidente Sergio Osmeña emitió una orden ejecutiva que estipulaba la creación de un Comité para recaudar fondos para erigir un monumento a su predecesor, el presidente Quezon. Después de que un concurso nacional se llevó a cabo, el proyecto ganador fue el elaborado por el arquitecto filipino Federico S. Ilustre. Aparte del propio monumento, un complejo de tres edificios, incluyendo una biblioteca presidencial, un museo y un teatro, también se planificaron para ser erigidos.